# Невін Гаррісон
Невін Гаррісон (англ. Nevin Harrison; нар. 2 червня 2002) — американська спортсменка, веслувальниця-каноїстка, олімпійська чемпіонка Олімпійських ігор 2020 року, чемпіонка світу.

## Виступи на Олімпіадах
| Олімпіада  | Дисципліна                 | Місце |
| ---------- | -------------------------- | ----- |
| Токіо 2020 | каное-одиночки, 200 метрів | 1     |
| Париж 2024 | каное-одиночки, 200 метрів | 2     |